# André Poisson
Pour les articles homonymes, voir Poisson (homonymie).
André Poisson , né Étienne Poisson le 28 février 1923 à Douces (Maine-et-Loire) et décédé le 20 avril 2005 à la Grande Chartreuse (France), est un moine français de l'Ordre des Chartreux dont il fut prieur de la Grande Chartreuse de 1967 à 1997, et donc ministre général de l'Ordre.

## Biographie
Il passe son baccalauréat puis étudie en pleine Occupation à l'École polytechnique de Paris. En 1946, il entre à la Grande Chartreuse, prenant le nom de religion d'André. Il devient profès le 2 février 1948 et il est ordonné prêtre en 1954. 
Dom André Poisson est élu prieur de la Grande Chartreuse le 8 mai 1967 et donc ministre général de l'Ordre. C'est l'époque postconciliaire de l'Église catholique. Comme tous les instituts religieux l'Ordre des Chartreux est invité par le concile Vatican II (1962-1965), par son décret Perfectae caritatis, à revoir ses statuts et ainsi procéder à son aggiornamento. Cela occupa une grande partie de son temps. C'est également sous son ministère que des monastères chartreux sont fondées hors d'Europe, continent qui est frappé par la déchristianisation. 
Dans un entretien accordé au journal la Croix du 3 juin 1989, Dom André Poisson, reconnaît que le monastère dont il a la responsabilité a effectivement aidé Paul Touvier à l'époque où l'ex-milicien bénéficiait de la grâce présidentielle, au début des années 1970. Indiquant que l'accueil de Paul Touvier avait été antérieur à sa nomination à la tête du monastère, Dom Poisson précise qu'il avait continué à recevoir Paul Touvier, car il était très marqué par son passé. Par ailleurs, il intervient en 1990, en faveur de Paul Touvier afin d'essayer d'obtenir sa libération, mais sans succès.
En 1997, c'est la fin de son mandat et il est pendant deux ans prieur de la chartreuse de la Transfiguration aux États-Unis dans le Vermont. Jusqu'en 2001, il est aumônier et directeur spirituel des moniales de la chartreuse de Vedana, puis il retourne à la Grande Chartreuse,, où il meurt en 2005.

## Écrits
- La Correrie, Lyon, Lécuyer, 1957, 20 cm., 60 p., illustrations.
- « Théologie de la Vie monastique. Études sur la Tradition patristique», Théologie, Paris, 1961, 485-501. (Réimprimé par Casalibus (Taiwan) : André Poisson, Prieur de Chartreuse. La Doctrine monastique des coutumes de Guigues, 1992, in-32, hors commerce, 32 p., [lire en ligne].)

- Visite de la Correrie de la Grande Chartreuse, Correrie, St Pierre de Chartreuse, Isère, 1964, 94 p., 18 cm. (Autres éd. : 1968 ; 1974, 98 p. ; 1980, 98 p. + 2 photos ; Trad. Anglaise : 2e éd., 1968, 98 p.,18 cm.)

- Conversion de vie, 1974, 19 p. ; Sommes-nous hommes de prière ? 1975, 13 p. ; Vie unifiée en Dieu, 1976, 25 p. ; La Prière personnelle, (I, 1976, 1-20 ; II, 1976, 21-35 ; III, 1977, 37-54) ; L’église cartusienne, 1977, 33 p. ; La Prière de l’Église en solitude : (I, 1978, 40 p. ; II, 1978, 43 p.) ; La Prière du Christ en nous, 1979, 60 p., La Grande Chartreuse. (Trad. italienne : La preghiera : lettere del reverendo padre 1974-1975. 2e partie, s.l.n.d., 1976-1978, II, [4], 131, 29, 33 p., 15x21 cm.

- La Liturgie, – L’harmonie entre solitude et vie de communauté, La Grande Chartreuse, 1982.
- Paroles..., 1984.
- Écrits divers, 1967-1980. (Compilés à Benifaçà) Benifaçà, 1984, 189 p.
- Paroles..., 1986.